# Stupferich
Stupferich ist ein Stadtteil der baden-württembergischen Großstadt Karlsruhe.

## Geographie
Der Höhenstadtteil liegt als eines der sogenannten „Bergdörfer“ Karlsruhes etwa 100 Höhenmeter über dem Stadtzentrum in der Hügellandschaft am südöstlichen Rand des Stadtgebietes. Er gehört naturräumlich zum südlichen Kraichgau und ist seit Januar 2021 Teil des Naturparks Schwarzwald Mitte/Nord.

## Geschichte
Stupferich feierte im Jahr 2000 das 900-jährige Bestehen. Die erste urkundliche Erwähnung in einer Kopie des Codex Hirsaugiensis datiert auf das Jahr 1100.
Der Name Stupferich leitet sich aus dem althochdeutschen Stuotpferrich bzw. Stutpferrich (stuot = „Stute“ pfarrih = pferrich = „Pferch“) her. So bezeichnete Reginbodo von Malsch seine Ausbausiedlung, wo er Pferdezucht betreiben ließ. Eine Burg des Ortsadels, die in den Weiklewiesen im Süden des Dorfes gelegen haben soll, ist heute nicht mehr nachweisbar.
Die bis zum 1. Januar 1972 eigenständige Gemeinde Stupferich wurde bei der Gemeindereform in die Stadt Karlsruhe eingegliedert.

## Wirtschaft und Infrastruktur

### Unternehmen
Das ursprünglich überwiegend landwirtschaftlich geprägte Stupferich beherbergt heute neben einer Filiale der abas Software GmbH auch die Vogelsitze GmbH und auf der Gemarkung südlich der A 8 die Zentrale der Firma Physik Instrumente (PI).

### Verkehr
Stupferich ist über Kreisstraßen an die rund einen Kilometer entfernte Anschlussstelle Karlsbad der Bundesautobahn 8, an die Bundesstraße 10 in Pfinztal-Kleinsteinbach sowie an Karlsruhe-Durlach angebunden.
Der Ort ist sehr gut an das Netz des Karlsruher Verkehrsverbundes (KVV) angeschlossen. Es besteht von Montag bis Samstag ganztägig ein 10-Minuten-Takt, sowie abends und sonntags ein 20-Minuten-Takt, der Buslinien 47 und 23. Die Linie 47 bietet eine Busverbindung zum Zündhütle (Straßenbahnhaltestelle) und zum Karlsruher Hauptbahnhof, die Buslinie 23 fährt nach Durlach.
Von Montag bis Freitag gibt es seit Dezember 2017 eine neue Busverbindung in den angrenzenden Landkreis Karlsruhe: Buslinie 158 nach Langensteinbach zum dortigen Langensteinbacher Bahnhof sowie zum SRH-Klinikum. Außerdem fährt der Schulbus zum Schulzentrum Langensteinbach.

## Bilder aus Stupferich

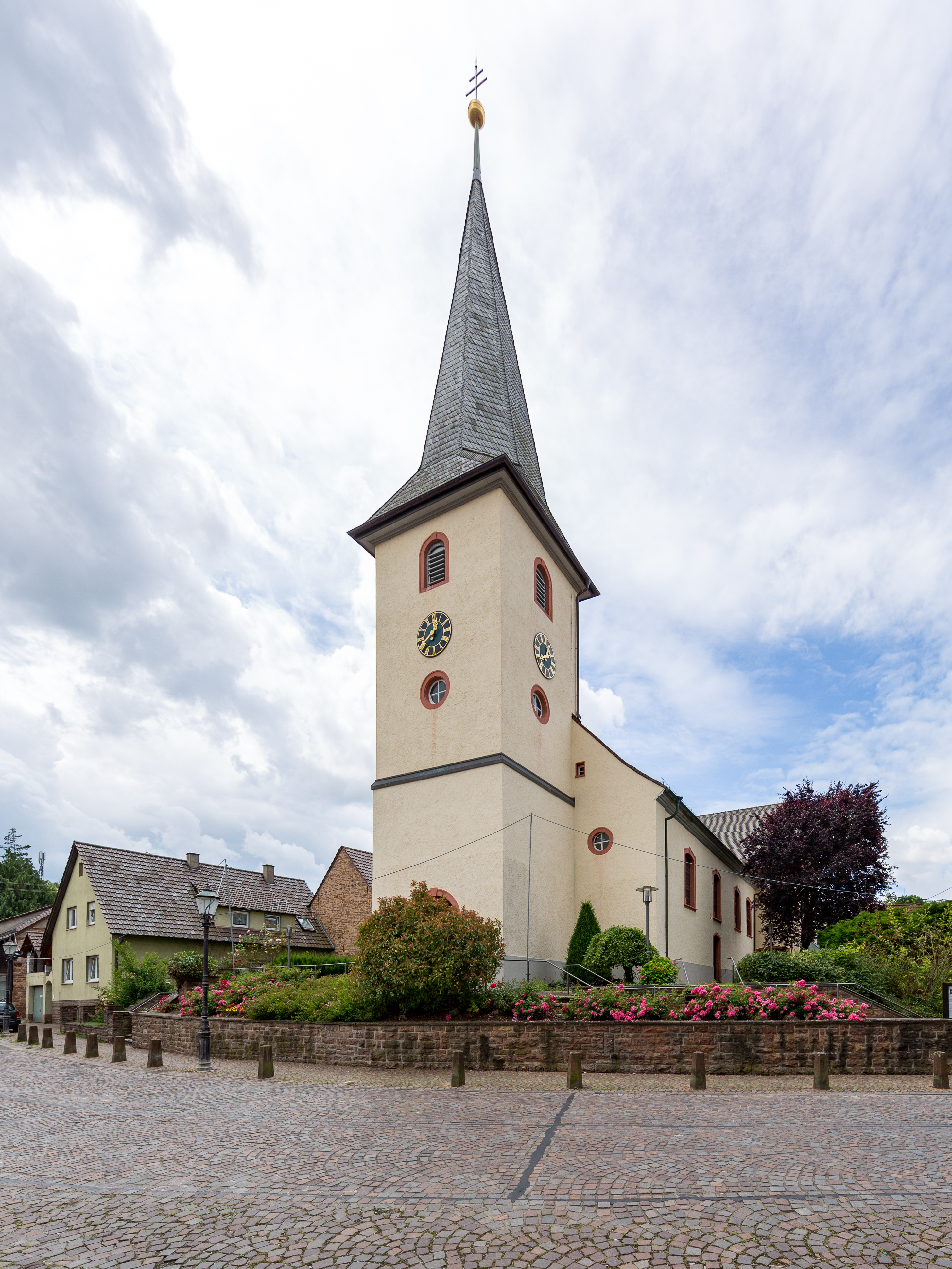
Die katholische Kirche St. Cyriakus
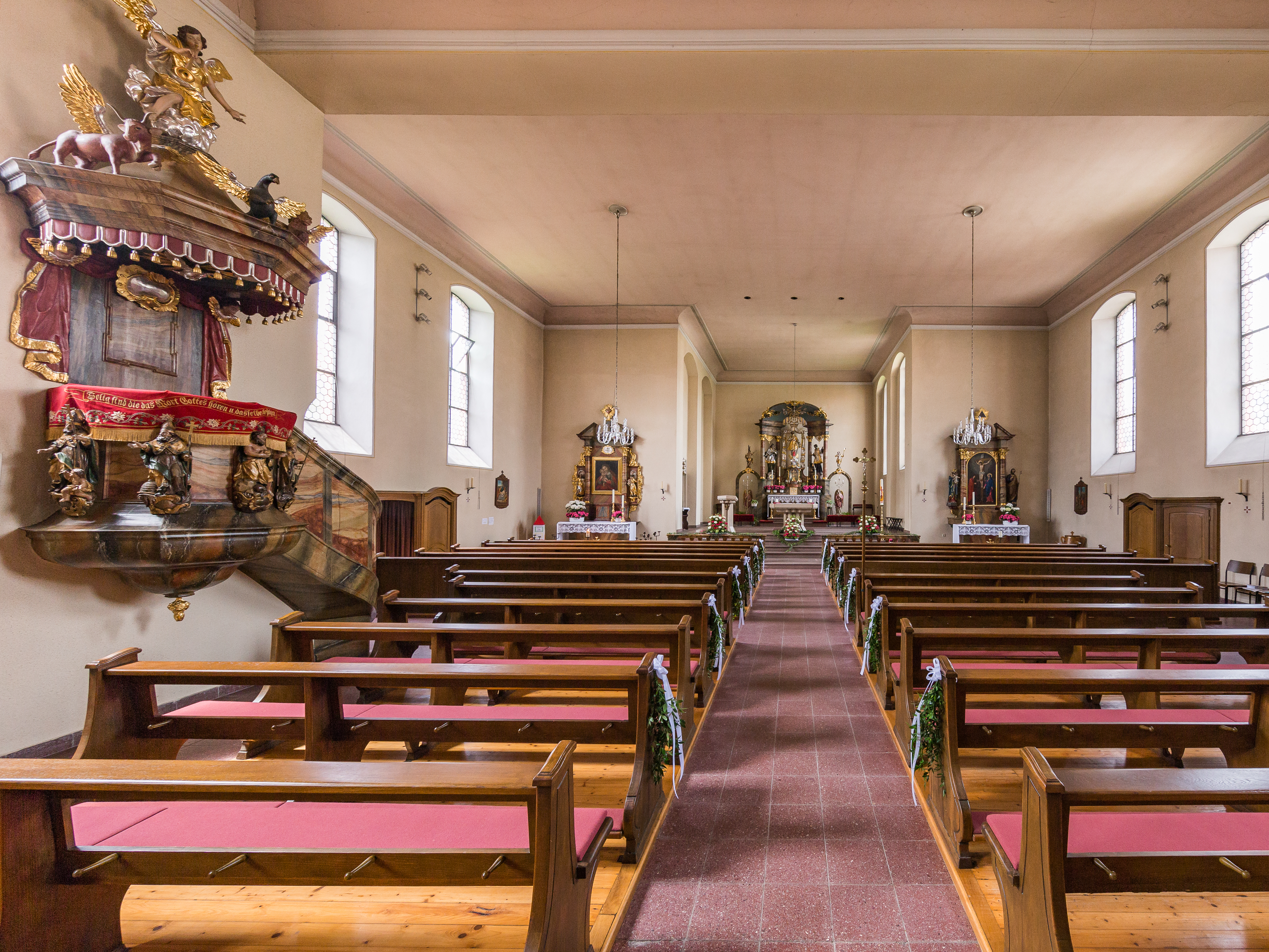
Der Innenraum der Kirche
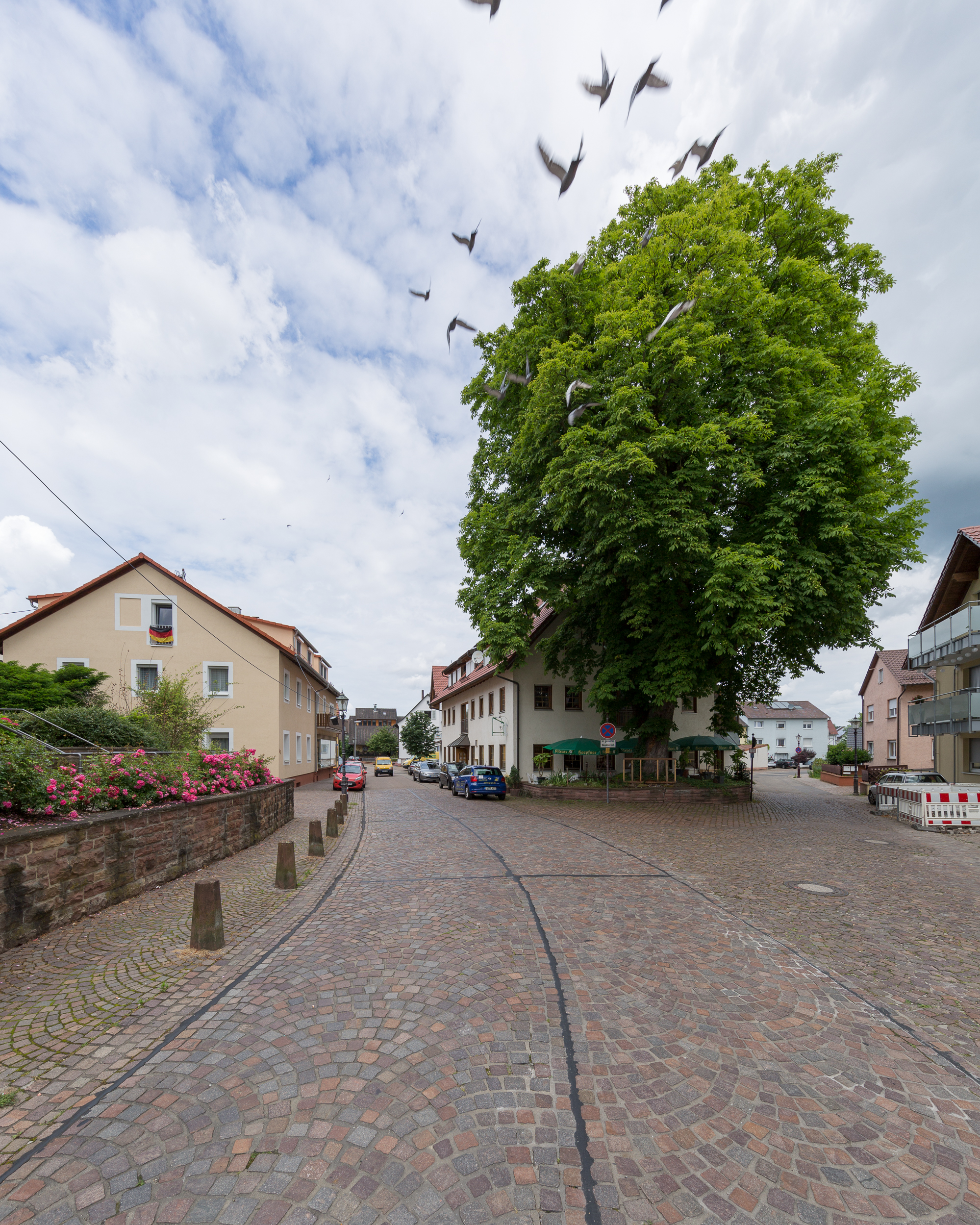
Die Ortsstraße in Stupferich